# Philornis albuquerquei
Philornis albuquerquei är en tvåvingeart som beskrevs av Márcia Souto Couri 1983. Philornis albuquerquei ingår i släktet Philornis och familjen husflugor.
Artens utbredningsområde är Peru. Inga underarter finns listade i Catalogue of Life.